# 鮈杜父魚

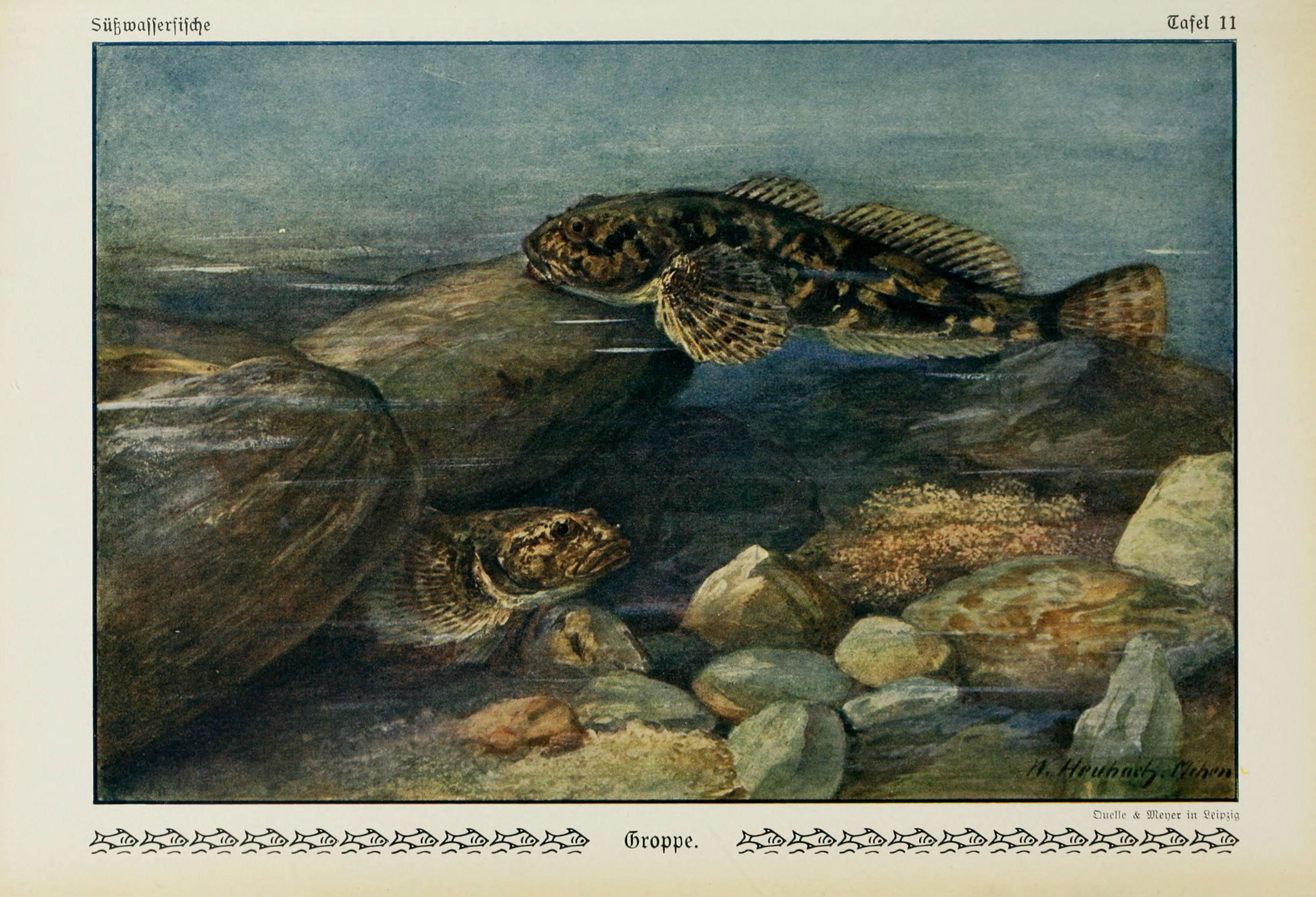
一张邮票上的鮈杜父魚

鮈杜父魚（學名：Cottus ferrugineus）為杜父魚屬的模式種，為溫帶魚類，分布於歐洲波羅的海沿岸、愛爾蘭、英國淡水、半鹹水流域，體長一般在6—8 cm（2.4—3.1英寸）之间，大多棲息在岩石底質的溪流、湖泊底層水域，以昆蟲、甲殼類等為食。
其种加词“ferrugineus”意为“锈色的”、“深红色的”。